# PFK Andijan
Maillots
Actualités
Le Professional futbol klubi Andijan (en ouzbek : Профессионал футбол клуби Андижон, et en kirghize : Профессионал футбол клуби Анжиян), plus couramment abrégé en PFK Andijan, est un club ouzbek de football fondé en 1964 et basé dans la ville d'Andijan.

## Histoire
Le club est fondé en 1964 sous le nom de Spartak Andijan.
Surnommé Les Aigles, c'est un des clubs fondateurs du championnat ouzbek. En effet, il participe pour la première fois au Championnat d'Ouzbékistan dès sa création, lors de la saison 1992, qu'il termine à la 7e place.
Le meilleur résultat du club est une 5e place, obtenue lors de la saison 2008.
Le nom du club a très souvent changé au cours de son histoire et il porte son nom actuel depuis 2008.

### Noms successifs
- 1964 - Spartak Andijan
- 1968 - FK Andijan
- 1973 - Andizhanez Andijan
- 1986 - Pakhtakor Andijan
- 1989 - Spartak Andijan
- 1991 - Navro'z Andijan
- 1997 - FK Andijan
- 2005 - FJ Andijan
- 2006 - FK Andijan
- 2008 - PFK Andijan

## Palmarès
| Compétitions nationales |
| --- |
| - Championnat d'Ouzbékistan D2 (2) : - Champion : 2005, 2022. - Vice-champion : 2013. - Coupe d'Ouzbékistan (1) : - Vainqueur : 2024 - Supercoupe d'Ouzbékistan : - Finaliste : 2025 |

## Personnalités du club

### Présidents du club
- Abdulhamid Nichonov

### Entraîneurs du club
- Aleksandr Averianov (1986 – 1987)
- Berador Abduraimov (1989)
- Igor Frolov (1989)
- Alekseï Petrouchine (1990)
- Karim Muminov (1992)
- Serhiy Chevtchenko (1997 – 1999)
- Khakim Fuzailov (2003)
- Edgar Hess (2006 — 2007)
- Ishtvan Seketch (2007)
- Orif Mamatkazine (2007 – 2009)
- Amet Memet (2010)
- Orif Mamatkazine (2011)
- Aleksandr Averianov (décembre 2011 – août 2012)
- Azamat Abduraimov (août 2012 – juin 2014)
- Orif Mamatkazine (juin 2014 – juillet 2014)
- Serhiy Chevtchenko (2014 – ?)
- Edgar Hess (septembre 2014 – 28 août 2015)
- Sergeï Kovchov (2 septembre 2015 – 30 janvier 2016)
- Bakhtiyor Achourmatov (30 janvier 2016 – 14 juin 2016)
- Orif Mamatkazine (14 juin 2016 – ?)
- Ildar Sakaïev   (2018 – 2019)
- Aleksandr Khomyakov (2019 juin – 2020 mars)
- Viktor Kumikov (mai 2020 — août 2020)